# Montignac-Charente
Montignac-Charente ist eine ehemalige französische Gemeinde mit 699 Einwohnern (Stand: 1. Januar 2022) im Département Charente in der Region Nouvelle-Aquitaine (vor 2016 Poitou-Charentes). Sie gehörte zum Arrondissement Confolens. Die Einwohner werden Montignacais und Montignacaises genannt.
Der Erlass des Präfekten vom 6. November 2024 legte mit Wirkung zum 1. Januar 2025 die Eingliederung von Montignac-Charente als Commune déléguée zusammen mit der früheren Gemeinde Vars zur Commune nouvelle La Boixe fest.

## Geografie

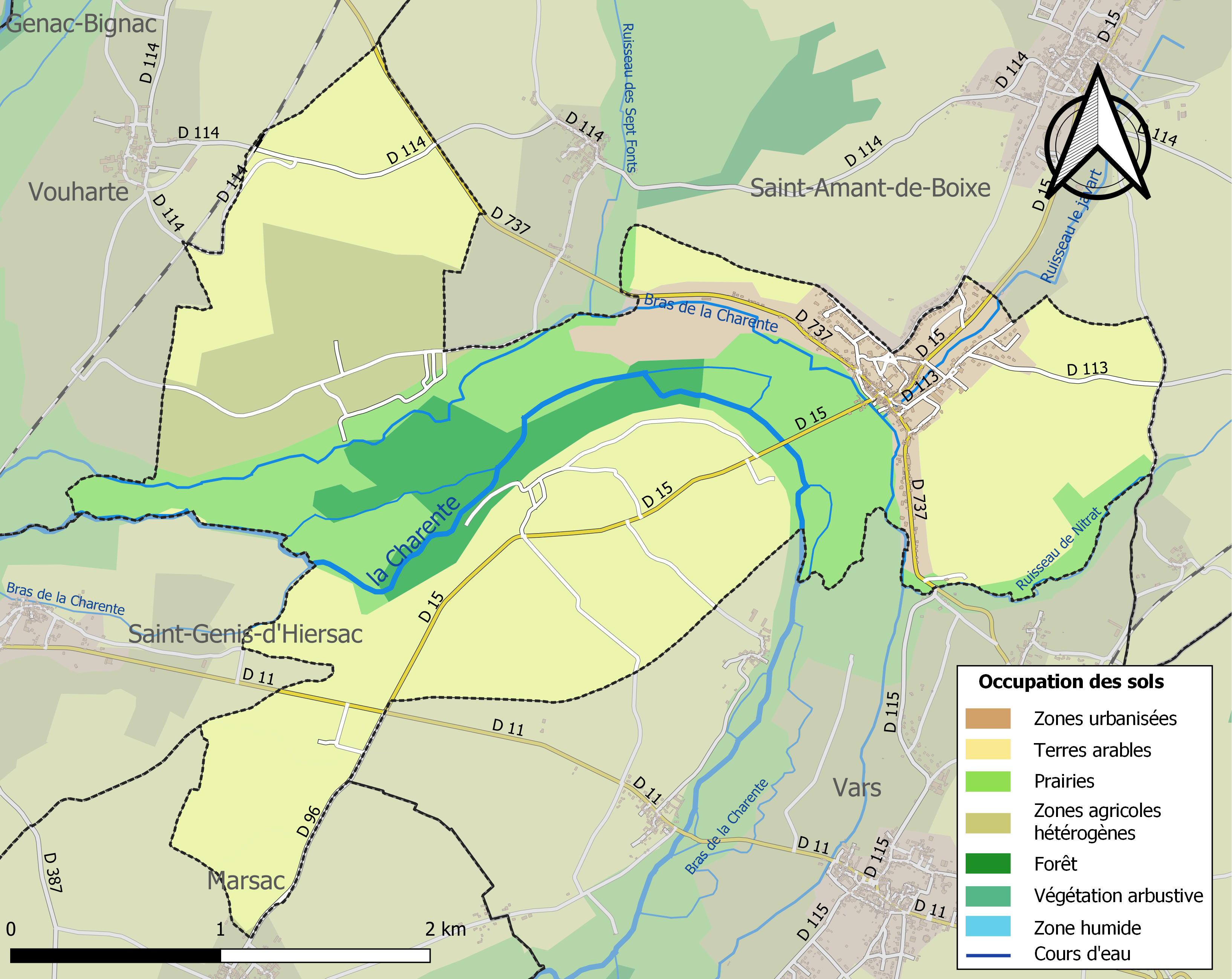
Bodennutzung, Hydrografie und Infrastruktur von Montignac-Charente (2018)

Montignac-Charente liegt etwa 15 Kilometer nordnordwestlich von Angoulême in der historischen Provinz des Angoumois beiderseits der Charente, deren Flussschlingen durch mehrere Flussarme durchsetzt werden. Der Ort wird außerdem von Nebenflüssen der Charente entwässert, dem Ruisseau de Nitrat, der den Ort im Südosten abschnittsweise begrenzt, dem zeitweise trockenfallenden Ruisseau le Javart, der im Zentrum in die Charente mündet und vom zeitweise trockenfallenden Ruisseau des Sept Fonts.
Das Zentrum am linken Ufer der Charente liegt auf einer Höhe von etwa 45 m. Das Bodenrelief wird dominiert vom Tal der Charente, das sich zentral über das Ortsgebiet erstreckt. Das Bodenniveau steigt sanft vom Charente-Tal nach beiden Seiten hin bis auf maximal 90 m im Süden an. Der tiefste Punkt mit 39 m Höhe wird im Südosten beim Austritt der Charente aus dem Ortsgebiet gemessen.
Teile des Gebiets von Montignac-Charente gehören zum Natura 2000-Schutzgebiet „Vallée de la Charente en amont d’Angoulême“ (FR5412006) und von vier ZNIEFF-Naturzonen.
Rund 84 % der Fläche von Montignac-Charente werden landwirtschaftlich, hauptsächlich als Kulturboden genutzt, rund 7 % sind bewaldet, rund 6 % entfallen auf bebaute Flächen, rund 3 % auf künstlich angelegte, nicht landwirtschaftliche Grünflächen (Stand: 2018).
Umgeben wird Montignac-Charente von der Nachbargemeinde Saint-Amant-de-Boixe im Norden und Osten, der Commune déléguée Vars im Südosten und Süden sowie von den Nachbargemeinden Marsac im Süden, Saint-Genis-d’Hiersac im Südwesten und Vouharte im Westen und Nordwesten.

## Geschichte
Montignac liegt an der Kreuzung zweier wichtiger Römerstraßen: der Via Agrippa von Lugdunum (Lyon) nach Mediolanum santonum (Saintes), die hier die Charente überquerte, und der Via Chaussada von Vesunna (Périgueux) nach Pictavium (Poitiers).
Bereits im 9. Jahrhundert, zur Zeit der Invasionen der Wikinger, existierte in Montignac ein befestigtes Lager. Es markierte auch den Beginn einer Schanze, die damals von den Grafen von Angoulême zum Schutz vor Invasionen errichtet wurde.
Die Burgbefestigung wurde im 12. und 13. Jahrhundert mehrmals errichtet und umgebaut. Es handelte sich damals um eine Kastellanei zu Ehren des Bischofs von Angoulême.
Die Zugehörigkeit zwischen den Vicomtes von Marcillac und den Taillefers wurde erst im Jahr 1028 entschieden, als Alduin II. Graf von Angoulême wurde und dann vom Bischof von Angoulême das Lehen und das Recht erhielt, dort mit den Steinen des Castrum d’Andone eine Burg zu errichten.
Im 12. Jahrhundert kam es zu einem Streit zwischen Gérard de Blaye, dem Kommandeur des Ortes, unterstützt von den Seigneurs von Saintonge und Poitou, und Vulgrin II. von Angoulême, dem es mit Unterstützung des Herzogs von Aquitanien gelang, ihn zurückzuerobern. Im Jahr 1140 baute er den quadratischen Donjon und die Umfriedung. Die Rundtürme stammen aus dem 13. Jahrhundert.
Montignac ging 1218 an die Lusignans über, als Hugo X. von Lusignan von seiner Frau Isabella von Angoulême das Lehen vom Haus Taillefer erbte. Im Jahr 1243 vermachte er die Burg seinem Sohn, William de Valence, 1. Earl of Pembroke. Anschließend wurde die Burg am 13. Januar 1399 von den La Rochefoucaulds gekauft.
Montignac wurde im 15. Jahrhundert zur Baronie erhoben und von den La Rochefoucaulds bis zur Französischen Revolution bewahrt.
Im Jahre 1931 wurde die bislang selbstständige Gemeinde Chebrac eingegliedert.

## Bevölkerungsentwicklung
| Montignac-Charente: Einwohnerzahlen von 1793 bis 2020                                                                      | Montignac-Charente: Einwohnerzahlen von 1793 bis 2020 | Montignac-Charente: Einwohnerzahlen von 1793 bis 2020 | Montignac-Charente: Einwohnerzahlen von 1793 bis 2020 | Montignac-Charente: Einwohnerzahlen von 1793 bis 2020 |
| --- | ----------------------------------------------------- | ----------------------------------------------------- | ----------------------------------------------------- | ----------------------------------------------------- |
| Jahr |                                                       |                                                       |                                                       | Einwohner                                             |
| 1793 | 1793                                                  |                                                       | 482                                                   | 482                                                   |
| 1800 | 1800                                                  |                                                       | 520                                                   | 520                                                   |
| 1806 | 1806                                                  |                                                       | 531                                                   | 531                                                   |
| 1821 | 1821                                                  |                                                       | 563                                                   | 563                                                   |
| 1831 | 1831                                                  |                                                       | 693                                                   | 693                                                   |
| 1841 | 1841                                                  |                                                       | 642                                                   | 642                                                   |
| 1846 | 1846                                                  |                                                       | 702                                                   | 702                                                   |
| 1851 | 1851                                                  |                                                       | 730                                                   | 730                                                   |
| 1856 | 1856                                                  |                                                       | 690                                                   | 690                                                   |
| 1861 | 1861                                                  |                                                       | 816                                                   | 816                                                   |
| 1866 | 1866                                                  |                                                       | 733                                                   | 733                                                   |
| 1872 | 1872                                                  |                                                       | 732                                                   | 732                                                   |
| 1876 | 1876                                                  |                                                       | 773                                                   | 773                                                   |
| 1881 | 1881                                                  |                                                       | 785                                                   | 785                                                   |
| 1886 | 1886                                                  |                                                       | 778                                                   | 778                                                   |
| 1891 | 1891                                                  |                                                       | 733                                                   | 733                                                   |
| 1896 | 1896                                                  |                                                       | 629                                                   | 629                                                   |
| 1901 | 1901                                                  |                                                       | 613                                                   | 613                                                   |
| 1906 | 1906                                                  |                                                       | 554                                                   | 554                                                   |
| 1911 | 1911                                                  |                                                       | 553                                                   | 553                                                   |
| 1921 | 1921                                                  |                                                       | 441                                                   | 441                                                   |
| 1926 | 1926                                                  |                                                       | 502                                                   | 502                                                   |
| 1931 | 1931                                                  |                                                       | 518                                                   | 518                                                   |
| 1936 | 1936                                                  |                                                       | 597                                                   | 597                                                   |
| 1946 | 1946                                                  |                                                       | 529                                                   | 529                                                   |
| 1954 | 1954                                                  |                                                       | 554                                                   | 554                                                   |
| 1962 | 1962                                                  |                                                       | 568                                                   | 568                                                   |
| 1968 | 1968                                                  |                                                       | 608                                                   | 608                                                   |
| 1975 | 1975                                                  |                                                       | 709                                                   | 709                                                   |
| 1982 | 1982                                                  |                                                       | 772                                                   | 772                                                   |
| 1990 | 1990                                                  |                                                       | 709                                                   | 709                                                   |
| 1999 | 1999                                                  |                                                       | 701                                                   | 701                                                   |
| 2006 | 2006                                                  |                                                       | 757                                                   | 757                                                   |
| 2013 | 2013                                                  |                                                       | 706                                                   | 706                                                   |
| 2020 | 2020                                                  |                                                       | 712                                                   | 712                                                   |
| Quelle(n): EHESS/Cassini bis 1999, INSEE ab 2006 Anmerkung(en): Ab 1962 offizielle Zahlen ohne Einwohner mit Zweitwohnsitz |                                                       |                                                       |                                                       |                                                       |

## Sehenswürdigkeiten
- Kirche Saint-Étienne aus dem 17. Jahrhundert
- Reste der Burg mit einem Donjon und Festungsmauern aus dem 12. Jahrhundert, Donjon und Tor der Burgmauer mit den beiden flankieren Türmen seit 1962 als Monument historique eingeschrieben
- Logis Lugérat aus dem 16. Jahrhundert
- Kapelle Saint-Mathurin in Chébrac mit einem Eingangsportal aus dem 12. Jahrhundert
- Hipodrom René Gounin, eröffnet 1989

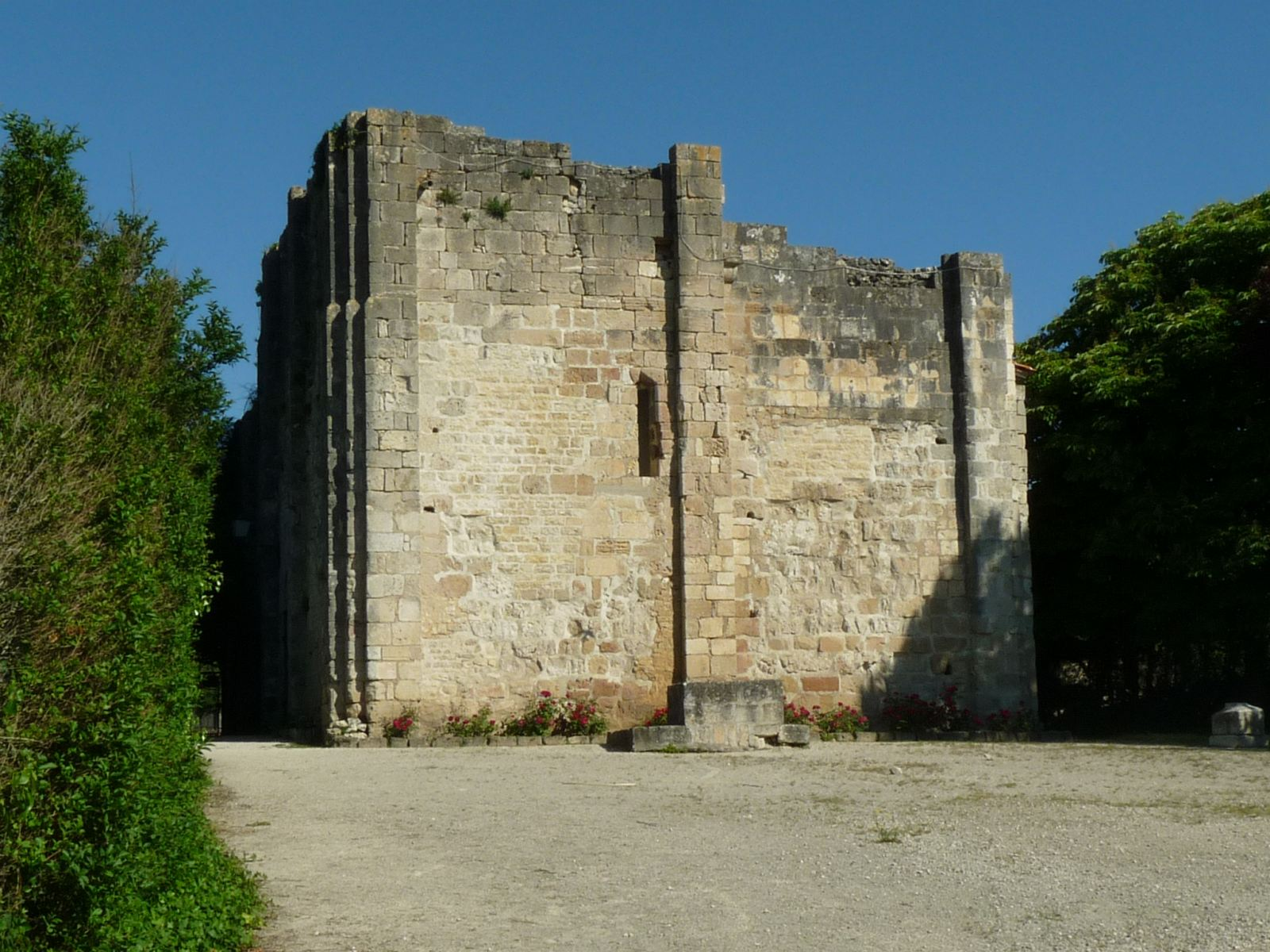
Donjon
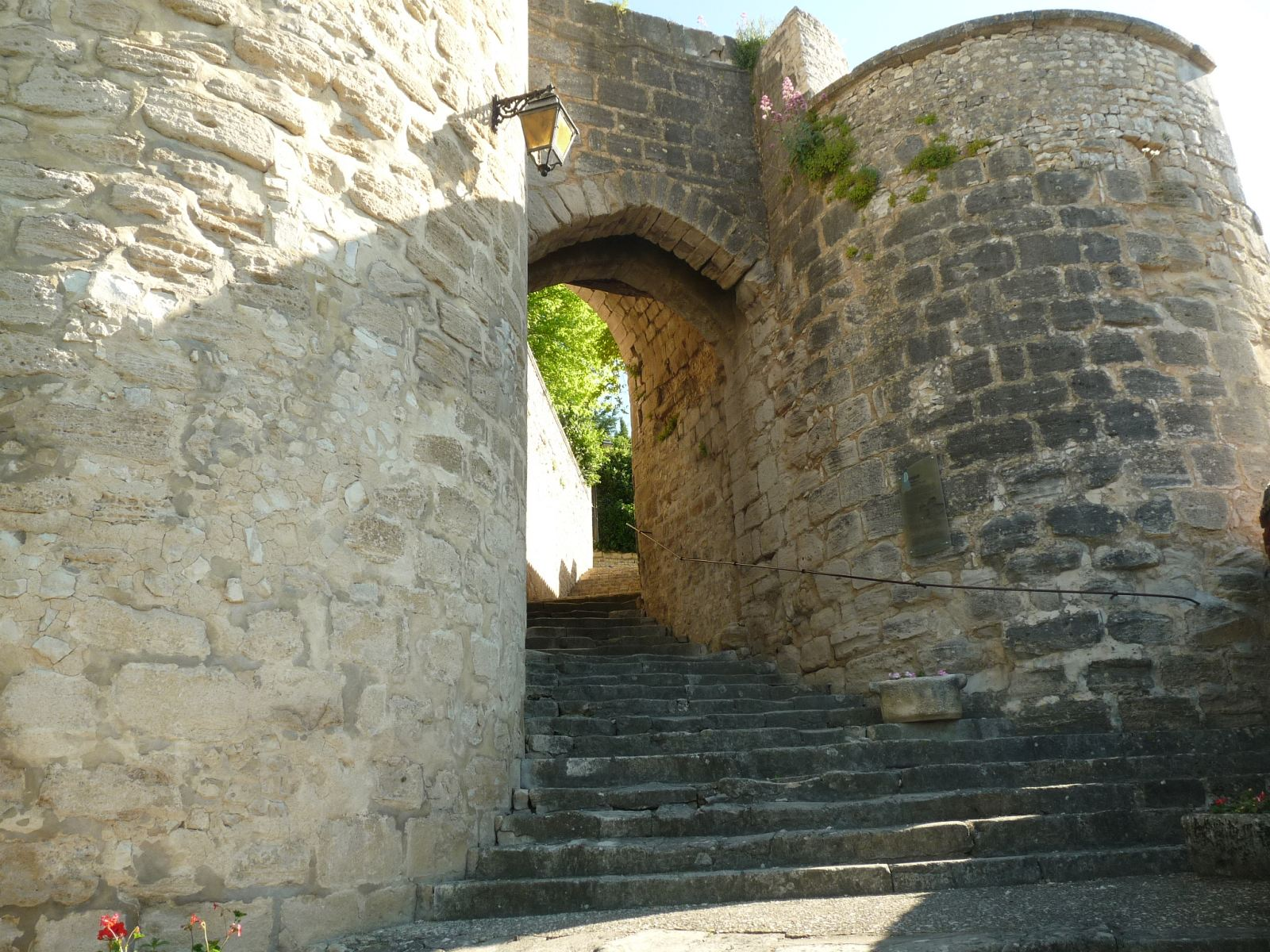
Tor der Burg
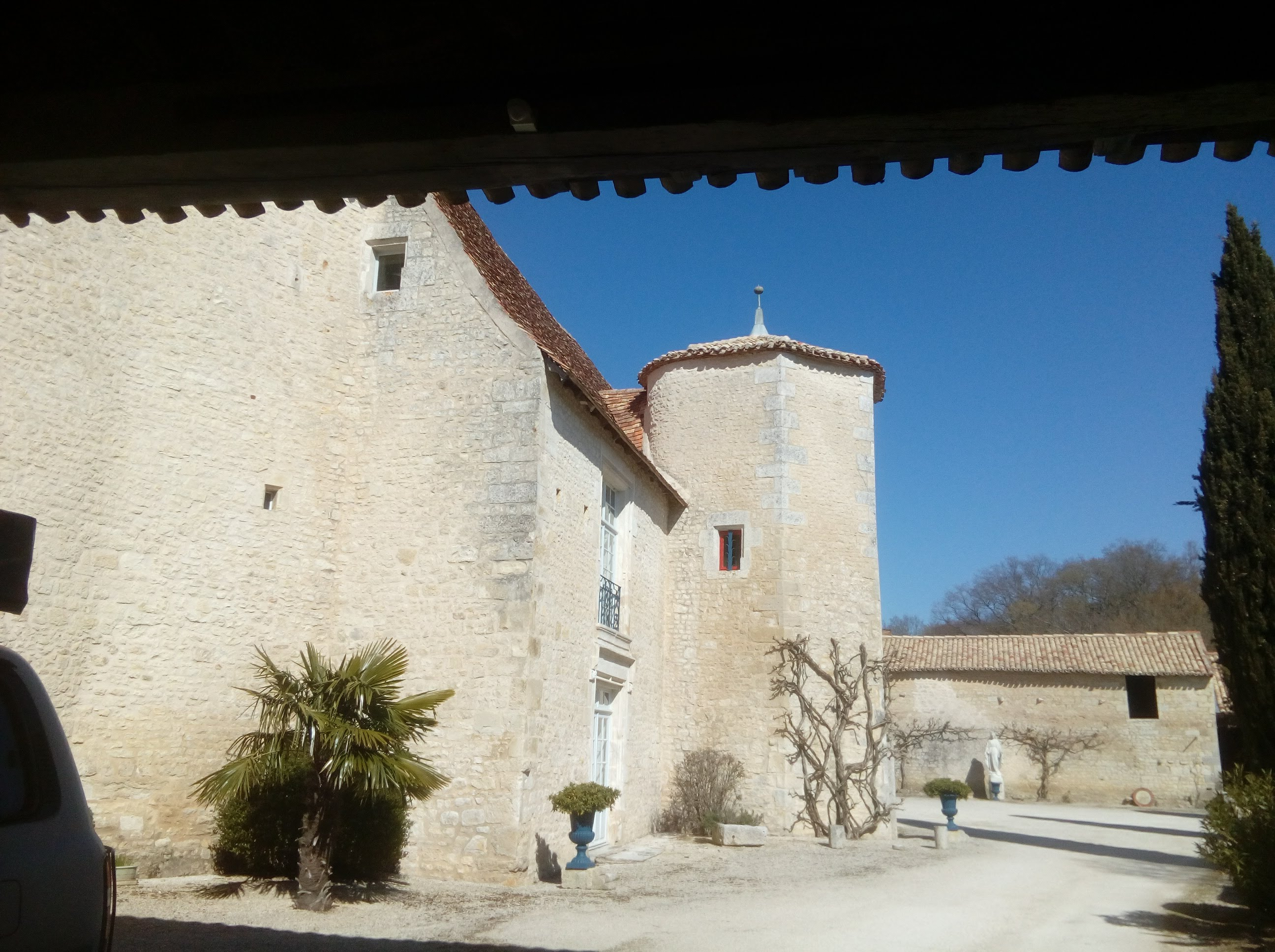
Logis Lugérat
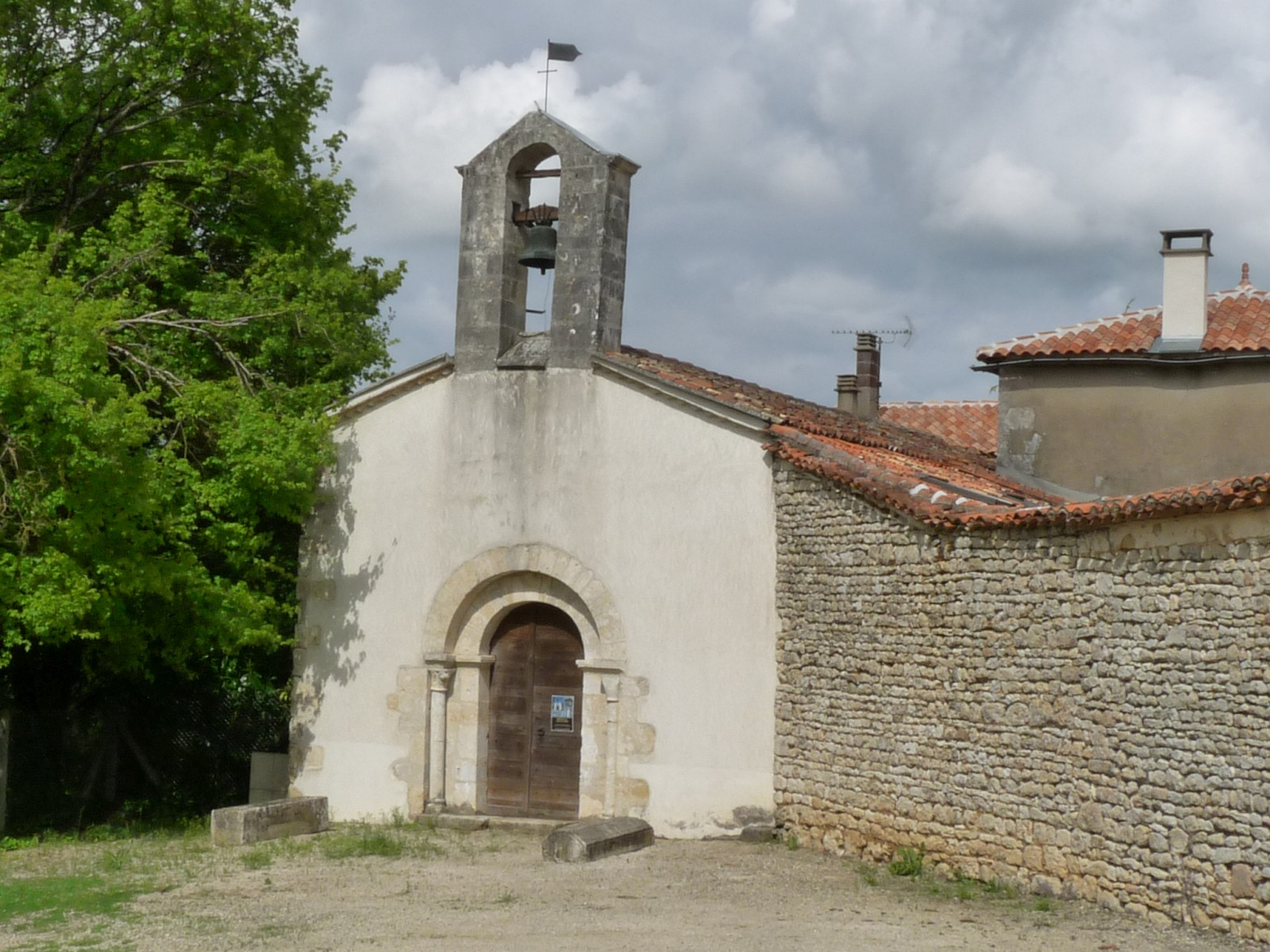
Kapelle Saint-Mathurin